# Eristena excisalis
Eristena excisalis là một loài bướm đêm trong họ Crambidae.